# Poletinți, Kiustendil
Poletinți (în bulgară Полетинци) este un sat în comuna Kiustendil, regiunea Kiustendil,  Bulgaria. 

## Demografie
Componența etnică a satului Poletinți
     Bulgari (87,5%)
     Nicio identificare (12,5%)
     Altele (0%)
La recensământul din 2011, populația satului Poletinți era de 16 locuitori. Din punct de vedere etnic, majoritatea locuitorilor (87,5%) erau bulgari. Pentru 12,5% din locuitori nu este cunoscută apartenența etnică.